# Jerry Eaves
Jerry Lee Eaves (Louisville, Kentucky, 8 de febrero de 1959) es un exjugador y entrenador de baloncesto estadounidense que jugó cuatro temporadas en la NBA. Fue además durante nueve temporadas entrenador de los North Carolina A&T Aggies de la NCAA. Con 1,93 metros de estatura, jugaba en la posición de base.

## Trayectoria deportiva

### Universidad
Tras haber disputado el prestigioso McDonald's All-American Game en 1978, jugó durante cuatro temporadas con los Cardinals de la Universidad de Louisville, en las que promedió 9,7 puntos, 1,8 rebotes y 2,6 asistencias por partido. Fue el base titular en la final de la NCAA de 1980 en la que derrotaron a UCLA, siendo determinante su defensa sobre Kiki Vandeweghe. En 1981 fue incluido en el mejor quinteto de la Metro Conference, mientras que al año siguiente lo hizo en el segundo.

### Profesional
Fue elegido en la quincuagésimo quinta posición del Draft de la NBA de 1982 por Utah Jazz, con los que firmó un contrato por cinco temporadas. pero únicamente disputaría dos, siendo la más destacada la primera, en la que como suplente de Darrell Griffith promedió 9,3 puntos y 2,6 asistencias por partido.
Al año siguiente fue contratado por los Atlanta Hawks, pero únicamente disputaría 3 partidos, pasando dos años antes de regresar a la NBA de la mano de los Sacramento Kings, donde nuevamente, tras tres partidos, sería despedido.

### Entrenador
Comenzó su carrera como entrenador ejerciendo como asistente de los Howard Bison de la NCAA en 1990, donde permaneció cuatro temporadas, hasta que fichó con el mismo rol por los New Jersey Nets de la NBA. De ahí pasó a su alma mater, para posteriormente ser asistente de los Charlotte Hornets y los Cleveland Cavaliers. en 2003 se hizo cargo como entrenador principal de los North Carolina A&T Aggies, donde logró 99 victorias y 180 derrotas en 9 temporadas, hasta que fue despedido en marzo de 2012.

## Estadísticas de su carrera en la NBA

### Temporada regular
| Temporada | Edad | Equipo           | Liga | P   | TIT | MIN  | TC  | TCA | %TC  | 3P  | 3PA | %3P  | TL  | TLA | %TL   | R.OF. | R.DEF. | REB | ASIS | ROB | TAP | PER | FP  | PTS |
| 1982-83   | 23   | Utah Jazz        | NBA  | 82  | 7   | 19.4 | 3.4 | 7.0 | .487 | 0.0 | 0.1 | .125 | 2.4 | 3.0 | .810  | 0.4   | 1.1    | 1.5 | 2.6  | 0.6 | 0.0 | 1.9 | 1.4 | 9.3 |
| 1983-84   | 24   | Utah Jazz        | NBA  | 80  | 1   | 12.9 | 1.7 | 3.7 | .451 | 0.0 | 0.1 | .000 | 1.2 | 1.7 | .697  | 0.4   | 0.7    | 1.1 | 2.5  | 0.4 | 0.1 | 1.2 | 1.1 | 4.5 |
| 1984-85   | 25   | Atlanta Hawks    | NBA  | 3   | 0   | 12.3 | 1.0 | 2.0 | .500 | 0.0 | 0.0 |      | 1.7 | 2.0 | .833  | 0.0   | 0.0    | 0.0 | 1.3  | 0.0 | 0.0 | 1.3 | 2.0 | 3.7 |
| 1986-87   | 27   | Sacramento Kings | NBA  | 3   | 0   | 8.7  | 0.3 | 2.7 | .125 | 0.0 | 0.0 |      | 0.7 | 0.7 | 1.000 | 0.3   | 0.0    | 0.3 | 0.0  | 0.3 | 0.0 | 0.7 | 2.0 | 1.3 |
| Total     |      |                  | NBA  | 168 | 8   | 16.0 | 2.5 | 5.3 | .472 | 0.0 | 0.1 | .071 | 1.8 | 2.3 | .773  | 0.4   | 0.9    | 1.2 | 2.5  | 0.5 | 0.0 | 1.5 | 1.3 | 6.7 |

### Playoffs
| Temporada | Edad | Equipo    | Liga | P  | TIT | MIN  | TC  | TCA | %TC  | 3P  | 3PA | %3P  | TL  | TLA | %TL  | R.OF. | R.DEF. | REB | ASIS | ROB | TAP | PER | FP  | PTS |
| 1983-84   | 24   | Utah Jazz | NBA  | 11 |     | 12.0 | 2.0 | 4.2 | .478 | 0.1 | 0.3 | .333 | 0.9 | 1.2 | .769 | 0.3   | 0.6    | 0.9 | 1.2  | 0.5 | 0.2 | 0.6 | 0.9 | 5.0 |
| Total     |      |           | NBA  | 11 |     | 12.0 | 2.0 | 4.2 | .478 | 0.1 | 0.3 | .333 | 0.9 | 1.2 | .769 | 0.3   | 0.6    | 0.9 | 1.2  | 0.5 | 0.2 | 0.6 | 0.9 | 5.0 |